# James McCoubrey
James Foster McCoubrey (St. John's, Newfoundland, Canada, 13 september 1901 – Walnut Creek, Californië, Verenigde Staten, 5 juli 2013) was een Amerikaanse supereeuweling die korte tijd onterecht als oudst man werd beschouwd. McCoubrey is anno 2020 nog altijd wel de oudste man die ooit in Canada werd geboren (overigens was Newfoundland toen hij geboren werd nog een kolonie van het Verenigd Koninkrijk). McCoubrey woonde lange tijd in de Verenigde Staten en had de Amerikaanse nationaliteit.
Door de dood van de 116-jarige Japanner Jiroemon Kimura op 12 juni 2013 werd McCoubrey met zijn ruim 111 1/2 jaar uitgeroepen tot de oudste nog levende man. Niet lang na zijn eigen overlijden amper drie weken later (op 5 juli 2013), door een longontsteking, bleek echter uit opgedoken documenten dat zijn landgenoot Salustiano Sanchez (een geboren Spanjaard) drie maanden eerder geboren was dan McCoubrey, zodat hij postuum die titel kwijtspeelde.